# Крејг Хоџиз
Крејг Хоџиз (енгл. Craig Hodges; Парк Форест, Илиноис, 27. јун 1960) је бивши амерички кошаркаш, а садашњи кошаркашки тренер. Играо је на позицији бека.

## Успеси

### Клупски
- Чикаго булси:
  - НБА (2): 1990/91, 1991/92.

### Појединачни
- Победник НБА такмичења у брзом шутирању тројки (3): 1990, 1991, 1992.